# Art ukrainien
L'Art ukrainien est l'ensemble des formes artistiques, des artistes et de toutes les œuvres d'art créées au cours des siècles en Ukraine.

## Ancienneté
Le développement de l'art en Ukraine remonte à l'Antiquité.

## Types d'art ukrainien
Les formes de l'art ukrainien sont notamment : la peinture, les arts graphiques, la sculpture, la calligraphie, le théâtre, la musique, le cinéma, la littérature, les arts appliqués, la chorégraphie, la danse, la cinématographie, la photographie d'art, la télévision, les variétés et arts du cirque.

### Art populaire ukrainien
L'art populaire de l'Ukraine est un champ de la culture ukrainienne associée à l'élaboration de la vision du monde du peuple ukrainien, à sa psychologie, à ses motivations éthiques et à ses aspirations esthétiques, couvrant tous les types d'art populaire, traditionnellement inhérent à l'Ukraine, comme la musique, la danse, la chanson, les arts décoratifs et appliqués. Ce vaste champ culturel se développe comme un ensemble unique profondément enraciné dans la vie du peuple tout au long de son histoire.

## L'art ukrainien à travers les âges

### Milieu du Moyen Âge
Un art spécifiquement ukrainien commence à émerger à l'époque de la Rus' de Kiev. Cette période voit la création d'édifices grandioses et austères, comme la cathédrale Sainte-Sophie de Kiev, construite au XIe siècle sous Iaroslav le Sage. Ces édifices sont ornés de grandes mosaïques et de fresques, principalement d'inspiration byzantine.

### Art gothique ukrainien
L'une des périodes les plus intéressantes de l'histoire de l'architecture ukrainienne est la fin du XIVe et la première moitié du XVe siècle. L'arrivée de nombreux colons dans les villes d'Ukraine, principalement des Allemands, at apporté de nouvelles formes d'art et de nouveaux styles, particulièrement en architecture, implantant l'architecture gothique. Les peintres ont créé des fresques et des retables ; la peinture gothique la plus représentative est incarnée dans l'art du vitrail, avec des vitraux remplissaient les immenses ouvertures des fenêtres et l'étage supérieur des églises et chapelles.

### Art ukrainien de la Renaissance
La période du dernier quart du XVIe à la première moitié du XVIIe siècle est celle de la Renaissance. En général, l'architecture et les beaux-arts de la Renaissance en Ukraine se caractérisent par la diffusion des formes d'art architectural de la Renaissance nordique inspirée par la Renaissance italienne. De nouvelles acquisitions d'art européen et leur synthèse avec les traditions de la Rus' de Kiev et l'art populaire ukrainien nourrissent ce mouvement. De nouveaux moyens artistiques se développent, les techniques n'étant pas une fin en soi, mais permettant de personnaliser les bâtiments architecturaux et les arts visuels des idéaux humanistes. La culture artistique de la Renaissance ukrainienne devient la base du baroque ukrainien. Pendant la période de la Renaissance, la culture ukrainienne et ses nouvelles œuvres d'art imprégnées des valeurs spirituelles nationales, conjuguées avec le vif sentiment national, créent le climat social dans lequel la guerre de libération nationale menée par Bohdan Khmelnytsky se termine avec la restauration de l'État ukrainien.

### Art baroque ukrainien
La seconde moitié du XVIIe et le XVIIIe siècle sont marqués par l'époque dite de l'ancienne culture ukrainienne, précédant celle des deux derniers siècles. L'art de cette époque s'est développé dans le style baroque, qui a pénétré dans toutes les sphères culturelles du pays et s'est épanoui au XVIIIe siècle sous le nom de « baroque ukrainien » de renommée internationale, particulièrement en architecture religieuse.

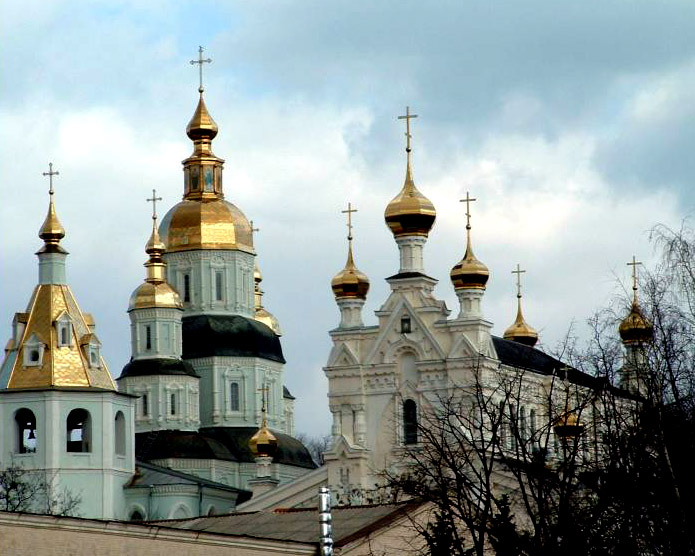
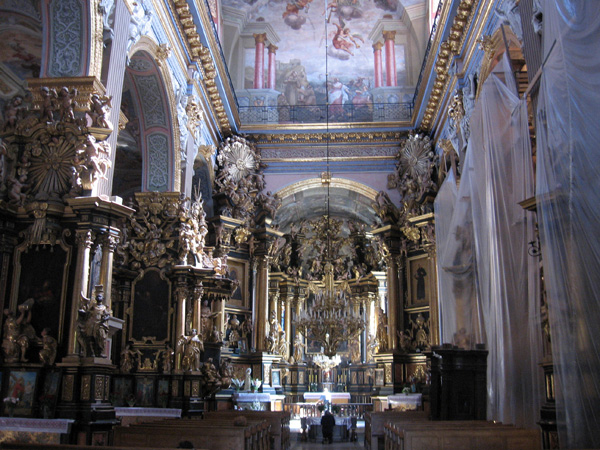
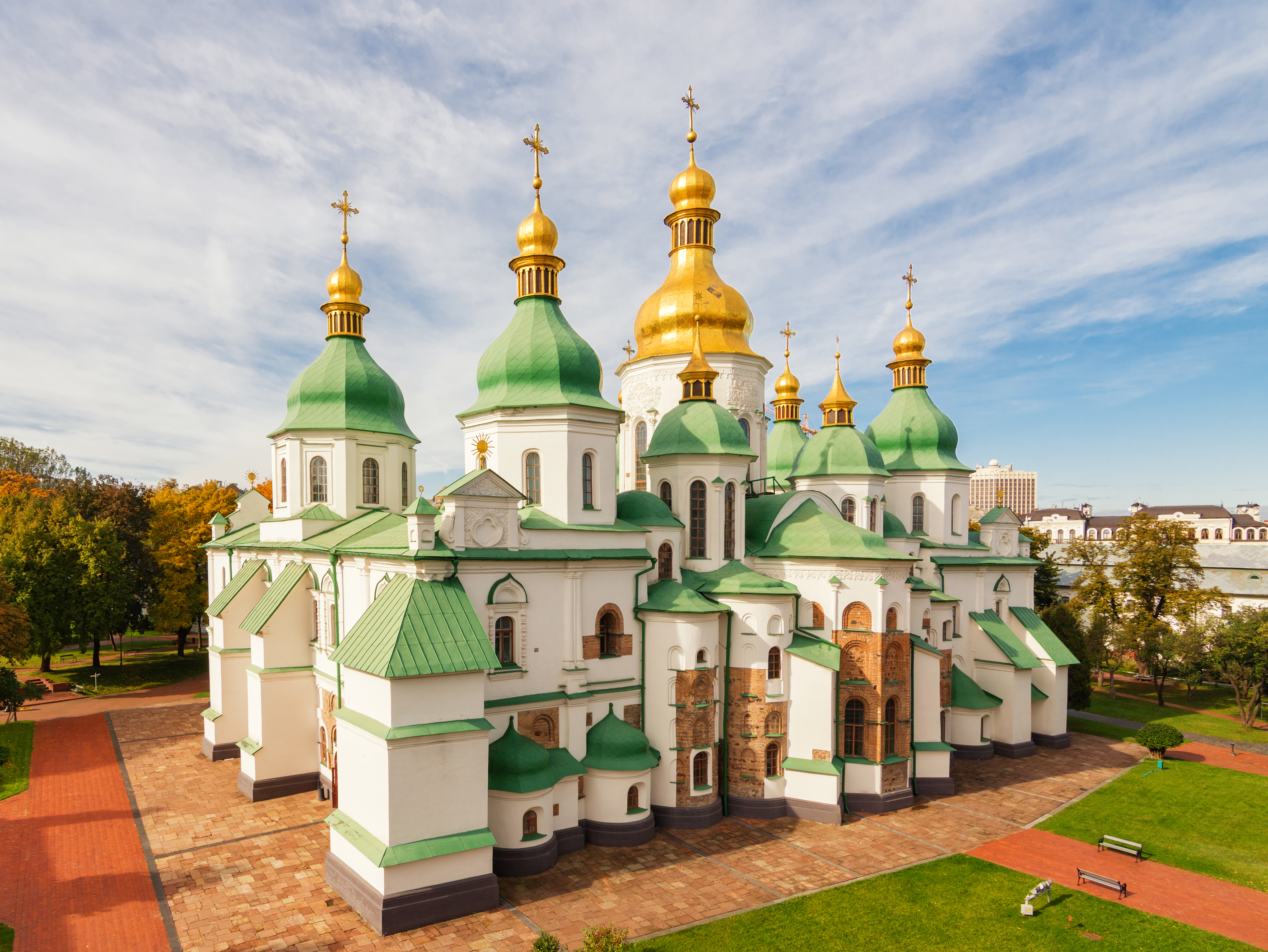
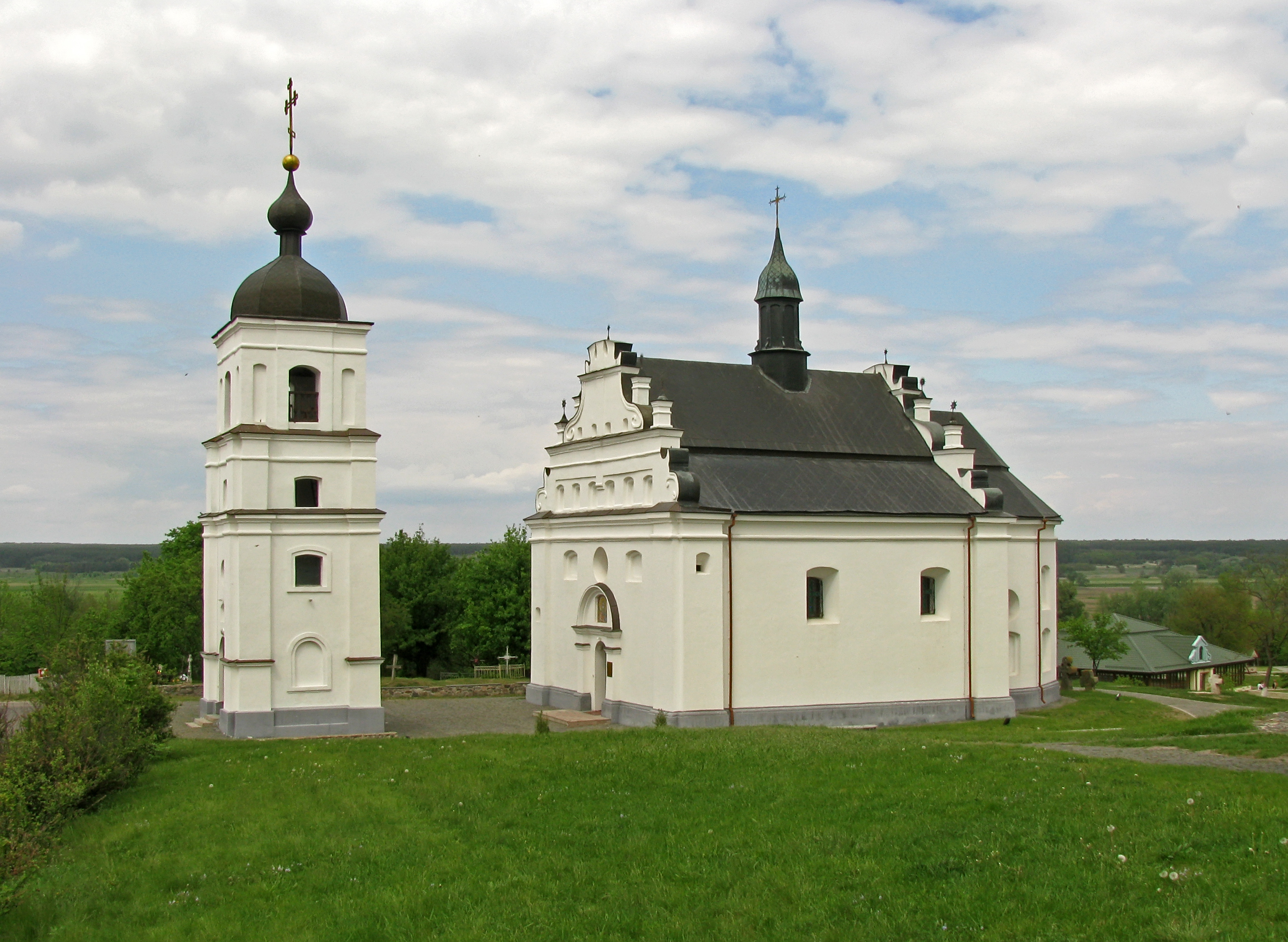
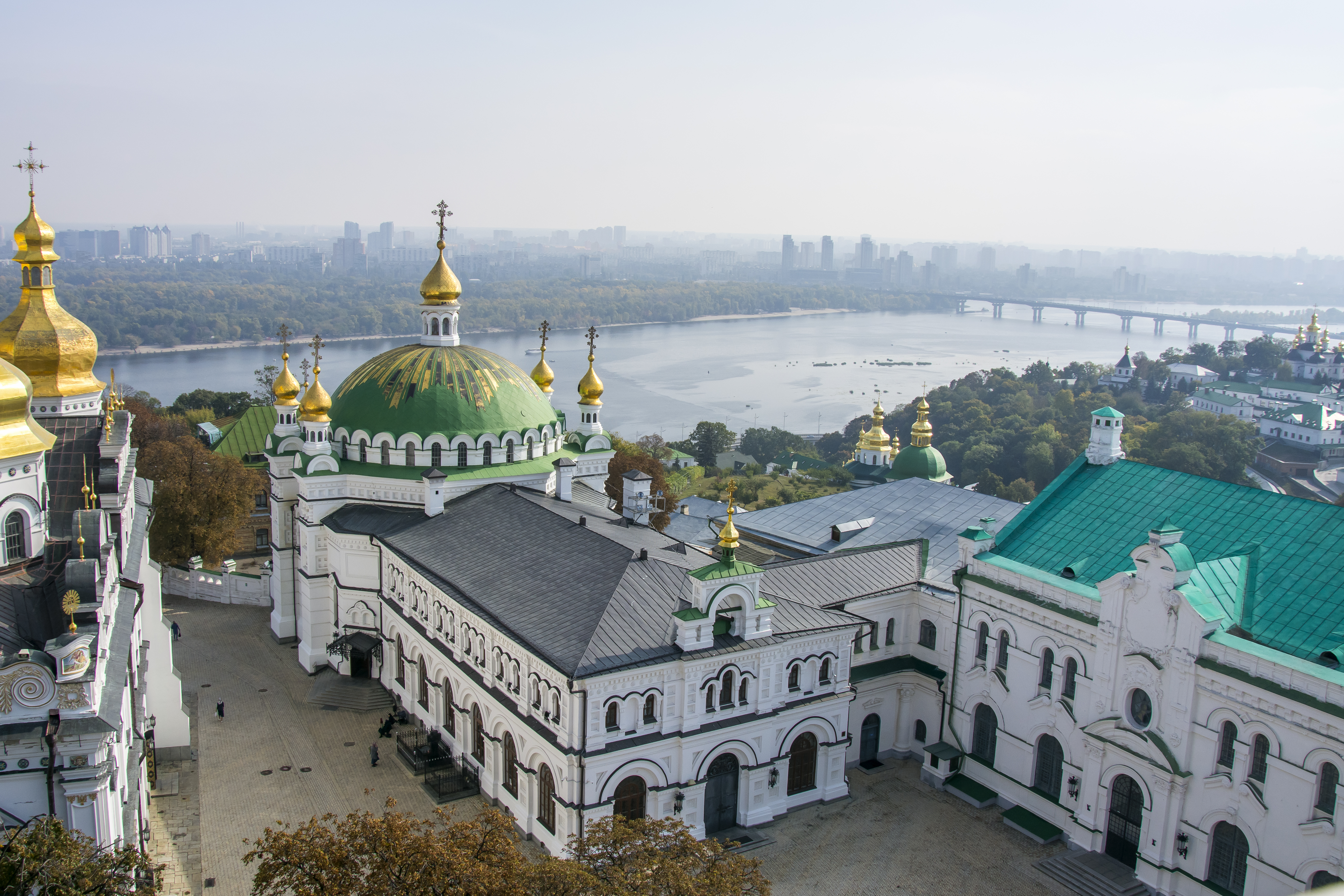

### Art populaire
- Ornek, art décoratif tatar de Crimée
- Verbovka, coopérative artistique villageoise fondée en 1910 à Kamianske
- Boïtchoukisme (1910-1930)
- Yuriy Khimich (en) (1928-2003)

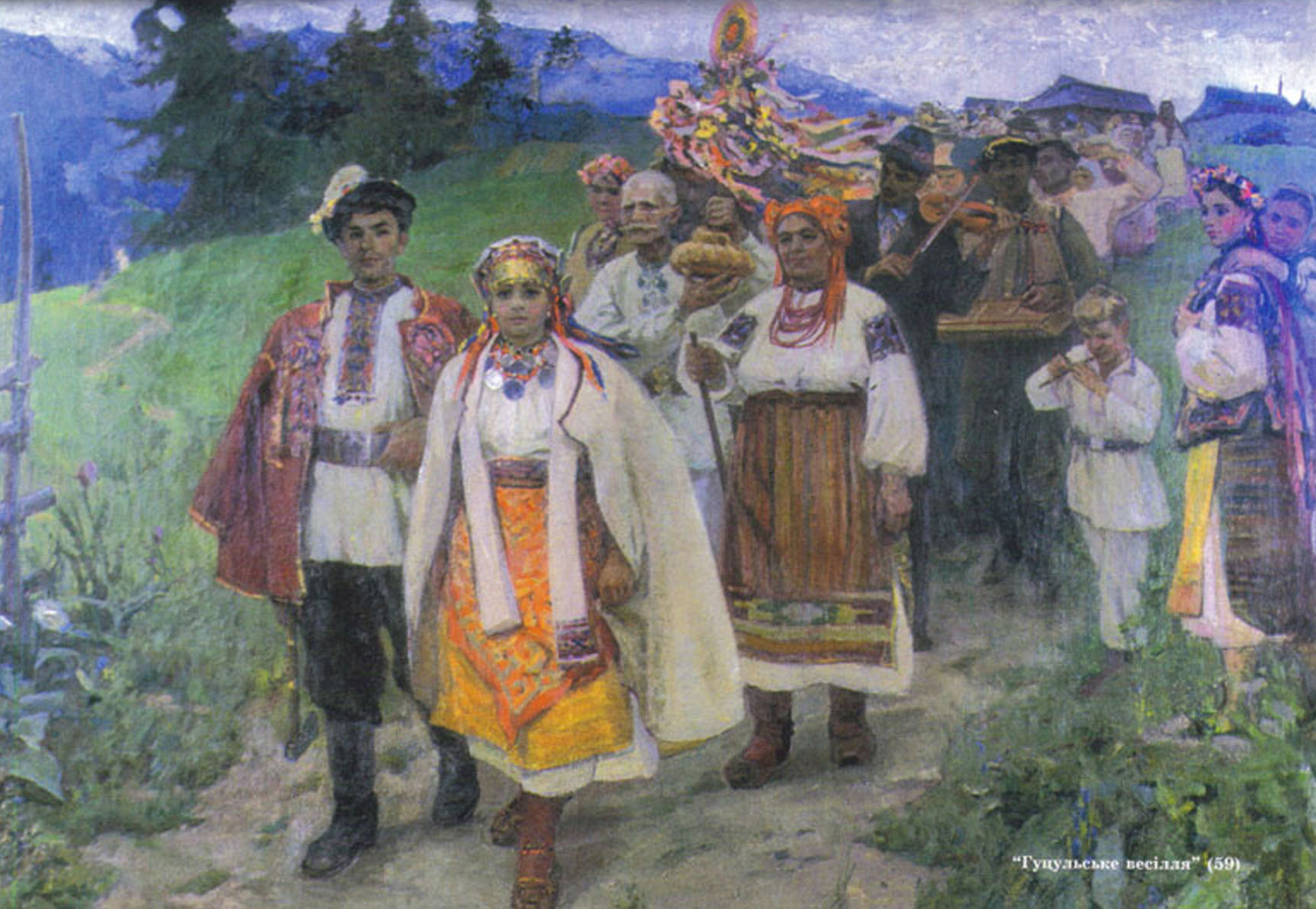
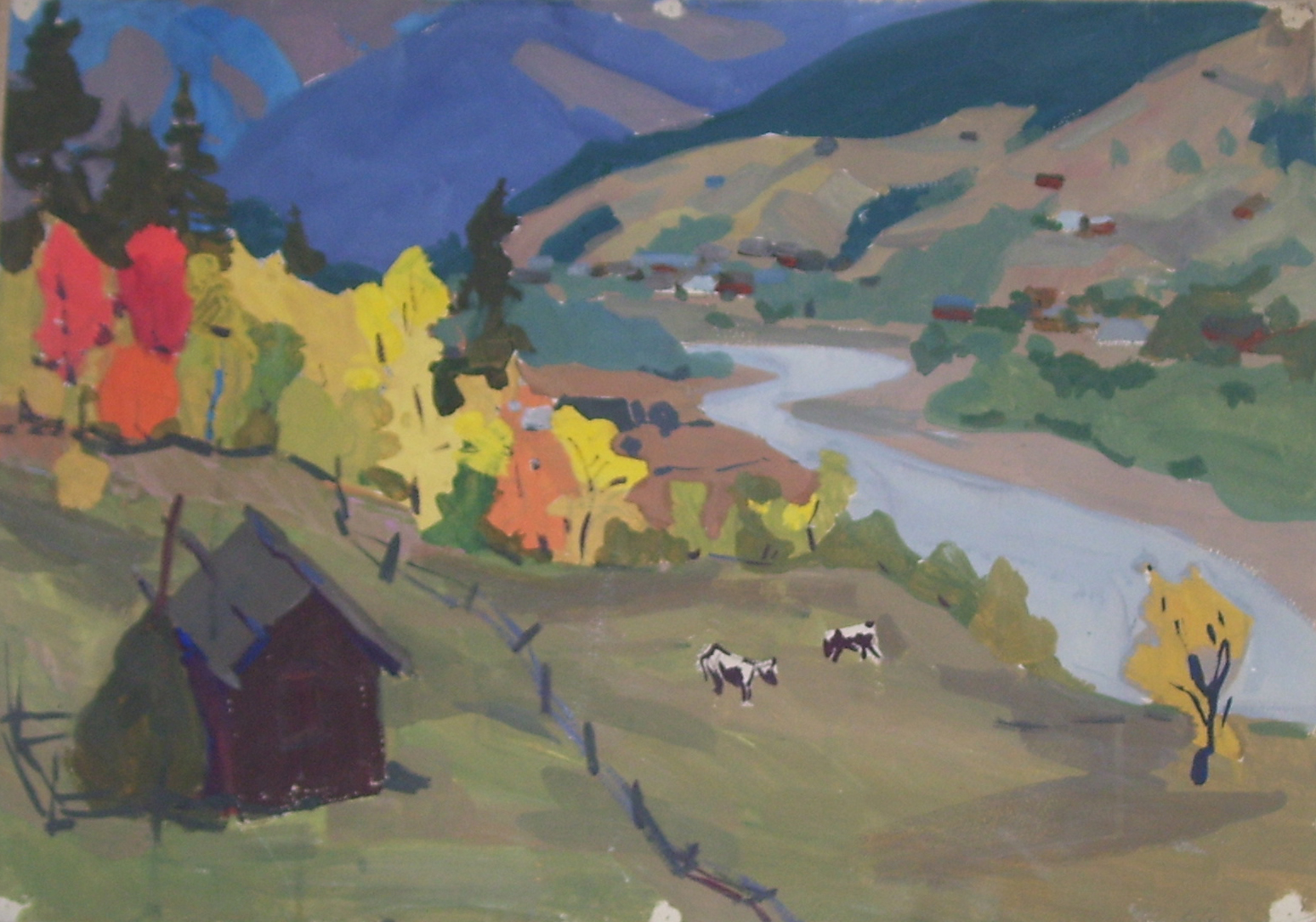
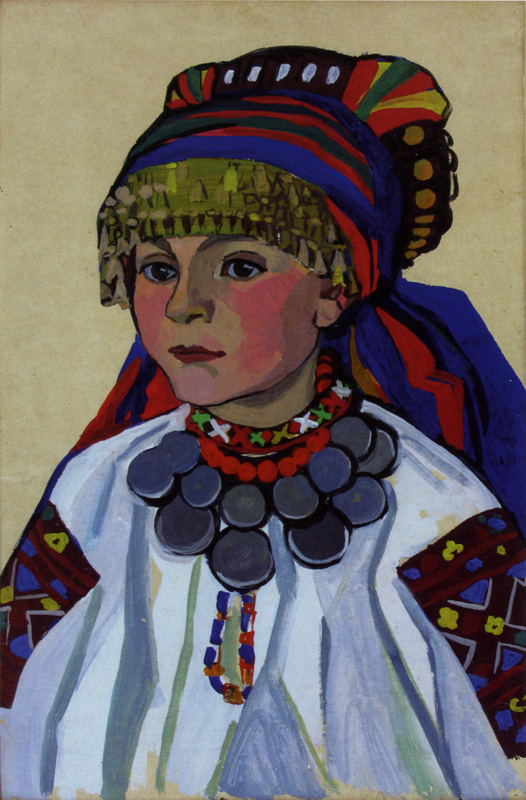
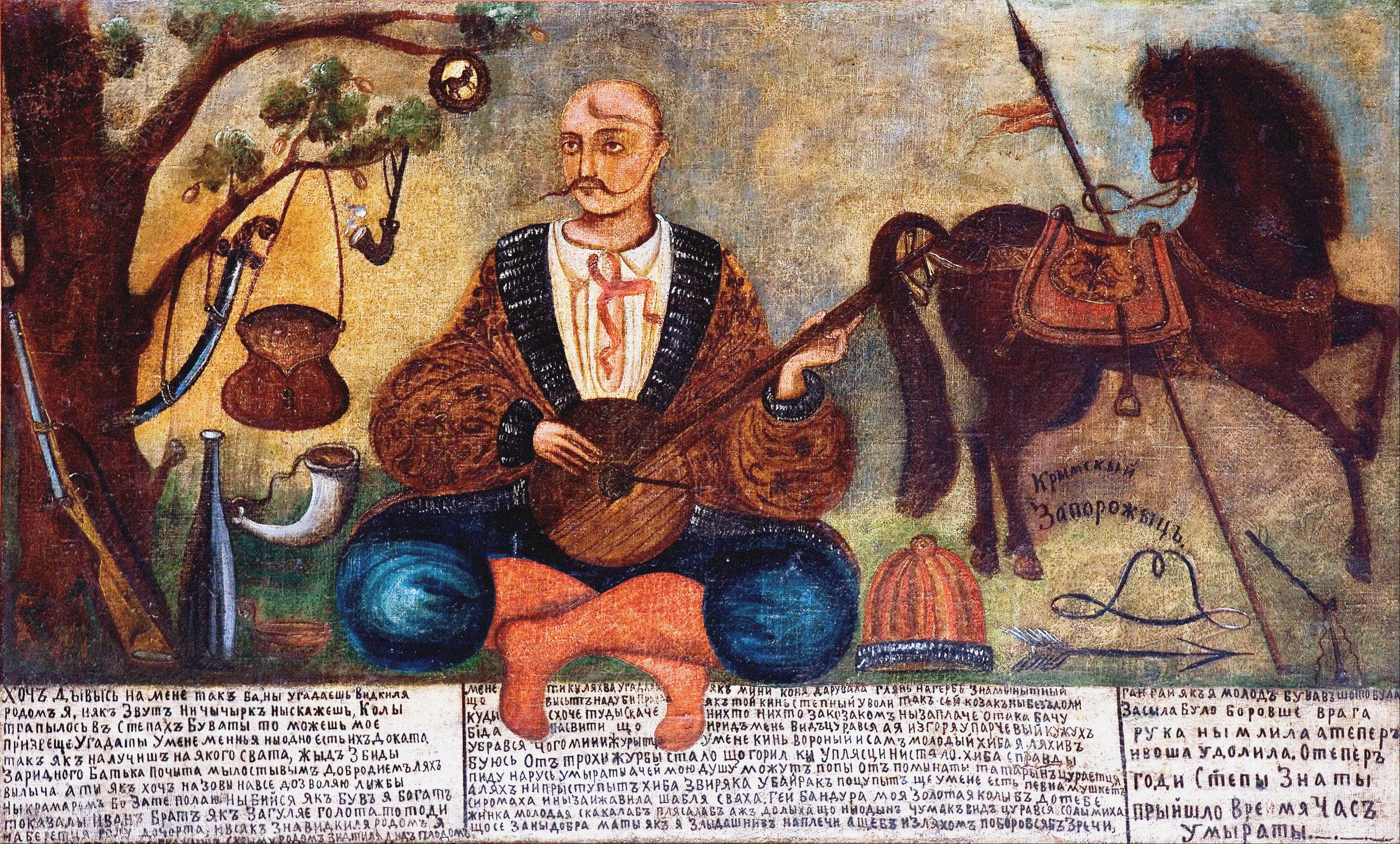

L'art naïf est bien représenté : Maria Primatchenko (1908-1997).

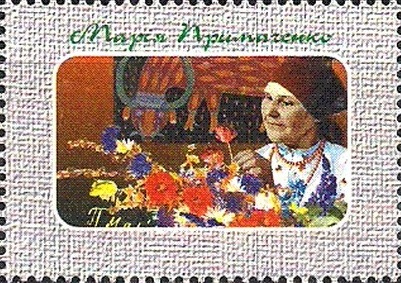
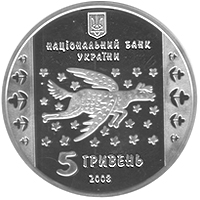
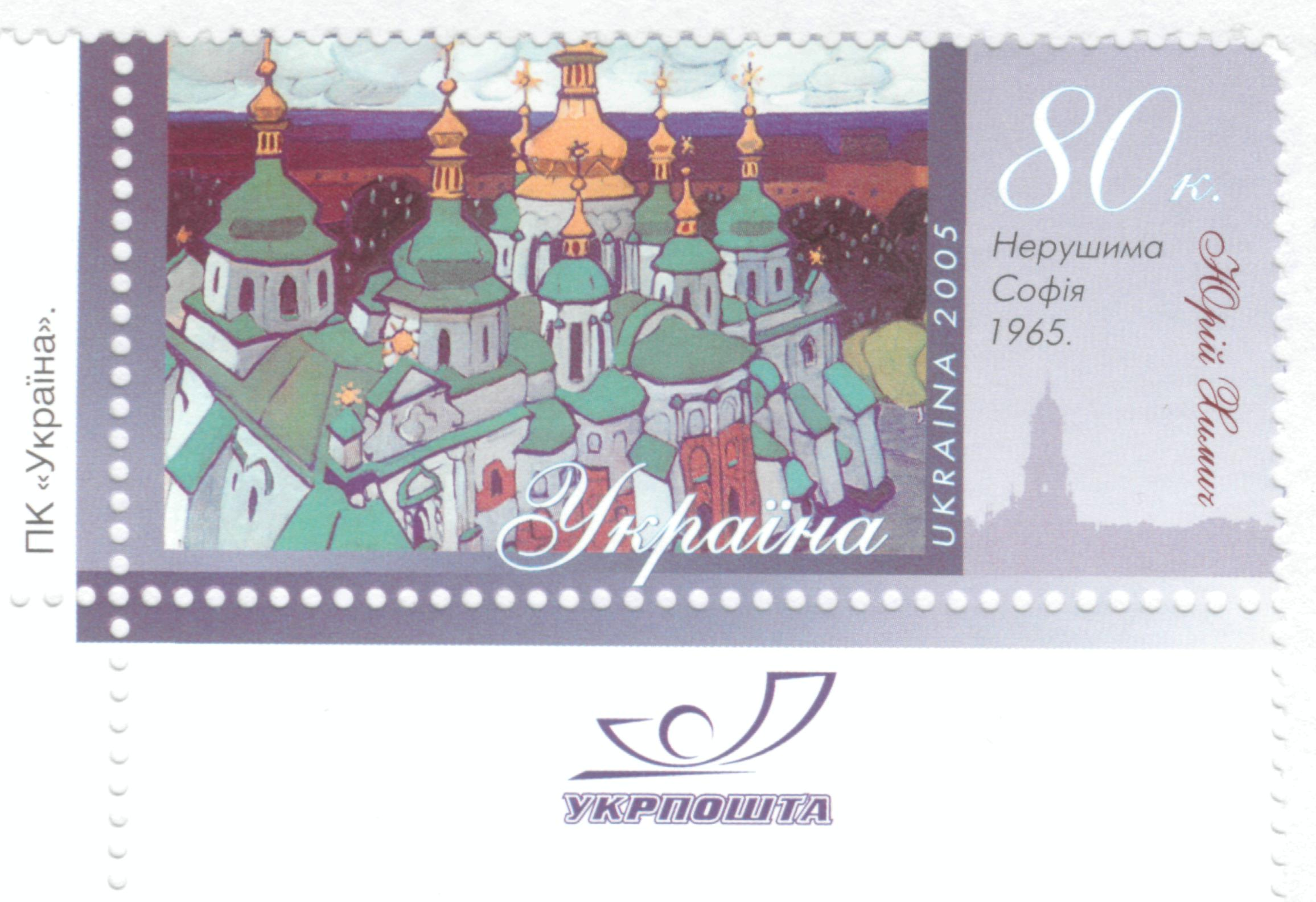

## Art contemporain ukrainien
L'art contemporain ukrainien est représenté par de nombreux groupes et mouvements artistiques. Ces groupes, bien que suivant une histoire et des parcours artistiques différents, se retrouvent sur un objectif commun, qui est la recherche d'une expression claire de l'art ukrainien, pour approfondir ses valeurs propres et contribuer à l'art mondial.
L'art ukrainien contemporain est lié de très près au mouvement artistique contemporain ouest-européen dans son développement et dans ses objectifs. En raison de la situation politique ukrainienne, l'art proprement ukrainien marque d'abord un retard dans son développement à cause de la soumission à l'empire russe, puis se développe rapidement.
L'impressionnisme en Ukraine donne un nouvel élan à la peinture ukrainienne représentée notamment par Bouratchek, Vassylkivsky, Ijakévytch, Diatchenko, Zamiraïlo, Jouk, Krassytsky, V. Krytchevsky, F. Krytchevsky, Levtchenko, Olena Koultchytska, Mourachko, Maniévitch, Novakivsky, Pymonenko, Sossenko, Samokich, Kholodny, Trouch, Choulga, Yaremitch. Leur activité dans la pratique de la peinture et dans la promotion de l'art ukrainien à travers des expositions, des articles et des travaux pédagogiques jette les bases de l'art contemporain ukrainien.
Ces artistes sont rassemblés dans des organisations artistiques qui permettent de planifier et d'organiser leur production artistique. La première organisation artistique est la "Société des artistes ukrainiens" à Kiev, une organisation similaire est créée ensuite à Kharkiv, et plus tard à Lviv.
Une nouvelle génération d'artistes ukrainiens modifie complètement la situation artistique. L'étendue de leurs activités s'élargit et suscite un besoin d'organisations artistiques idéologiques au sens artistique, et la diffusion élargie de leurs activités. Le rythme de la vie artistique s'accélère, plusieurs de ces organisations émergent avec des dizaines d'artistes actifs. Leurs diverses activités artistiques attirent vers l'art une bonne partie de la société, et font connaître les réalisations de leur art au-delà des frontières ukrainiennes.
Une autre association, celle des "artistes révolutionnaires d'Ukraine", est une organisation formelle avec sa problématique artistique purement ukrainienne, qui, en plus de la pratique influencée par l'art européen, réunit en son sein un groupe de néo-byzantins, qui base leur travail sur la pratique antérieure de l'art byzantin en Ukraine.
Ce groupe d'artistes est rétrospectivement appelé l'avant-garde ukrainienne ; ses réalisations significatives et ses innovations ont laissé une marque profonde dans l'art ukrainien et ont attiré l'attention internationale sur leur travail dans le monde de l'art d'Europe occidentale. Ce groupe comprend les artistes suivants: Boïtchouk, Sedliar, Padalka, Nalepinska-Boïtchouk, Azovsky, Sakhnovska, Mizyn, Hvozdyk, Byzioukiv et d'autres, des graphistes et des critiques d'art.
Les artistes ukrainiens qui suivent les formes artistiques d'Europe occidentale, de l'expressionnisme au néo-classicisme, s'organisent au sein de l'Association des artistes contemporains d'Ukraine. Cette association comprend notamment Taran, Palmiv, Tkatchenko, Sadilenko, Kramarenko, Jdanko comme membres les plus représentatifs.
Une autre association est artistiquement proche de ces deux-là, c'est l'"Association des artistes ukrainiens indépendants d'Ukraine occidentale". Elle a pour membres Andrienko, Boutovytch, Grychtchenko, Glouchtchenko, Hordynsky, Dolnytska, Iemets, Kovjoun, Ossintchouk, Liatourynska, Mouzyka, Selsky et d'autres.
Un grand groupe d'artistes se base sur l'art populaire ukrainien dans le sens le plus large du terme ; il est également proche des impressionnistes. Ils sont réunis dans l'Association des artistes rouges d'Ukraine avec des noms comme F. Krytchevsky, Mikhaïlov, Novosselsky, Chovkounenko, Jouk, Trokhimenko, Kozyk, Korovtchinsky, Ivanov, Sirotenko et d'autres.
Ces principales organisations artistiques ont un vaste programme d'activités, et comprennent un élément artistique actif dans tous les domaines de l'art et de la critique d'art. Elles sont complétées par un certain nombre de petites organisations qui, sous une forme ou une autre, diffusent le cadre de l'art, comme l'Association des jeunes artistes d'Ukraine, Octobre, l'Association ukrainienne de l'art, Paix et le groupe des artistes de Prague et Paris.

### En français
- Valentine Marcadé, Art d'Ukraine, Lausanne, L'Âge d'homme, 1990, 350 p.  (ISBN 9782825100318).
- Alisa Lozhkina, Une révolution permanente. L'art ukrainien contemporain et ses racines (1880-2020), traduit du russe par Igor Sokologorsky, Paris, Nouvelles éditions Place, 2021, 380 p.  (ISBN 9782376280590).
- Bertrand Cosnet, Dominique de Font-Réaulx et Igor Sokologorsky (coord.), Histoire de l'art, no 91 (« Ukraine »), 2023, 200 p.  (ISBN 9782909196374).

### En russe et en ukrainien
- Начерк історії українського мистецтва / Микола Голубець. — Львів: Накладом фонду «Учітеся, брати мої», 1922- . — (Учітеся, брати мої!). Ч. 1 : — 1922 (: З друк. Ставропиг. ін-ту під управою Ю. Сидорака).
- Українське мистецтво: (вступ до історії) / Микола Голубець. — Львів; К. : Накладом вид-ва «Шляхи», 1918. —(Новітня бібліотека; ч. 29).
- Мистецтво старої Руси-України / Ф. І. Шміт. — Х. : Союз, 1919 (: Друк. «Печ. дело»). —(Культурно-історична бібліотека / під ред. Д. І. Багалія).
- Основні риси українського мистецтва / В. Модзалевський ; мал. Павли Діденко. — Чернігів: Друк. Г. М. Веселої, 1918.
- Антонович Д. Українське мистецтво: Конспективний історичний нарис. — Прага–Берлін, 1923.
- Антонович Д. Скорочений курс історії українського мистецтва. — Прага, 1923.
- Історія українського мистецтва : у 6-х т. / гол. ред. М. Бажан. — К.: УРЕ, 1966–1973.
- Історія українського мистецтва : у 5 т. Т. 1. Мистецтво первісної доби та стародавнього світу / ред.: Р. Михайлова, Р. Забашта; НАН України, Ін-т мистецтвознав., фольклористики та етнології ім. М. Т. Рильського. — К., 2008. — 709 c. —  (ISBN 978-966-02-4914-1) (Т.1)
- Історія українського мистецтва: у 5 т. Т. 2. Мистецтво середніх віків / ред.: Л. Ганзенко, Р. Забашта, Т. Трегубова; НАН України, Ін-т мистецтвознав., фольклористики та етнології ім. М. Т. Рильського. — К., 2010. — 1293 c. —  (ISBN 978-966-02-5821-1) (Т. 2)
- Історія українського мистецтва: у 5 т. Т. 3. Мистецтво другої половини ХVI — XVIII століття / ред.: Г. Скрипник, Д. Степовик; НАН України, Ін-т мистецтвознав., фольклористики та етнології ім. М. Т. Рильського. — К., 2011. — 1087 c. —  (ISBN 978-966-02-6134-1) (Т. 3)
- Історія українського мистецтва: у 5 т. / НАН України, ІМФЕ ім. М. Т. Рильського ; голов. ред. Г. Скрипник ; ред. тому В. Рубан. — К., 2006. — Т. 4 : Мистецтво XIX століття. — 760 с. —  (ISBN 966-02-4103-8) (Т. 4)
- Історія українського мистецтва: у 5 т. / НАН України, ІМФЕ ім. М. Т. Рильського ; голов. ред. Г. Скрипник ; наук. ред. Т. Кара-Васильєва. — К., 2007. — Т. 5 : Мистецтво XX століття. — 1048 с. —  (ISBN 966-02-4107-0) (Т. 5)
- Історія декоративного мистецтва України: у 5 т. Т. 1. Від найдавніших часів до пізнього середньовіччя / ред.: Г. Скрипник; Ін-т мистецтвознав., фольклористики та етнології ім. М. Т. Рильського НАН України. — К., 2010. — 476 c. — Бібліогр.: с. 443—468. — укp. —  (ISBN 978-966-02-5822-8)
- Історія декоративного мистецтва України: у 5 т. Т. 2. Мистецтво XVII—XVIII століття / ред.: Г. Скрипник; Ін-т мистецтвознав., фольклористики та етнології ім. М. Т. Рильського НАН України. — К., 2007. — 336 c. — Бібліогр.: с. 311–327. — укp. —  (ISBN 978-966-02-4558-7)
- Історія декоративного мистецтва України: у 5 т. Т. 3. Мистецтво XIX століття / ред.: Г. Скрипник; Ін-т мистецтвознав., фольклористики та етнології ім. М. Т. Рильського НАН України. — К., 2009. — 346 c. —  (ISBN 978-966-02-5418-3)
- Історія декоративного мистецтва України: у 5 т. / ІМФЕ ім. М. Т. Рильського НАН України ; голов. ред. Г. Скрипник ; наук. ред. Т. Кара-Васильєва. — К., 2011. — Т. 4 : Народне мистецтво та художні промисли ХХ ст. — 512 с. : іл. —  (ISBN 978-966-02-6057-3)
- Історія української музичної культури: підручник / Л. П. Корній, Б. О. Сюта. — К. : НМАУ ім. П. І. Чайковського, 2011. — 719 c. — укp.
- Історія української музики: у 6 т. Т. 2. XIX століття / ред.: В. В. Кузик, А. І. Азарова; НАН України, Ін-т мистецтвознав., фольклористики та етнології ім. М. Т. Рильського. — К., 2009. — 798 c. —  (ISBN 978-966-02-5276-9) (Т. 2)
- Історія української музики: В 6 т. Т. 5. 1941—1958 рр. / М. В. Бєляєва, Т. П. Булат, М. М. Гордійчук, М. П. Загайкевич, А. П. Калениченко; ред.: Г. А. Скрипник; НАН України, Ін-т мистецтвознав., фольклористики та етнології ім. М. Т. Рильського. — К., 2004. — 504 c. — укp. —  (ISBN 966-02-3166-0) (Т. 5)
- Історія української музики: творча діяльність видатних музикантів України кінця ХIХ — другої половини ХХ століть: навч. посіб. / упоряд.: В. В. Бєлікова; Криворіз. держ. пед. ун-т. — Кривий Ріг: Вид. дім, 2008. — 232 c. — укp.
- Історія української музики: навч. посіб. для студ. ф-тів мистецтв вищ. навч. закл. / В. В. Бєлікова; Криворіз. пед. ін-т, ДВНЗ «Криворіз. нац. ун-т». — Кривий Ріг: Видавн. дім, 2011. — 467 c.
- Історія української музики. Від найдавніших часів до першої чверті XIX століття: навч. посіб. для студентів вищ. муз. навч. закл. / С. Й. Лісецький; Київ. ун-т ім. Б. Грінченка. — Київ, 2015. — 147, [1] c. — укp.
- Історія української музики другої половини XIX ст. : навч. посіб. / О. П. Крусь; Рівнен. держ. гуманіт. ун-т, Ін-т мистецтв. — Рівне: НУВГП, 2014. — 225 c. — Бібліогр.: с. 210—212 — укp.
- Історія української музики XX століття: навч. посіб. / О. Є. Верещагіна, Л. П. Холодкова. — 2-ге вид., доповн. — Т. : Астон, 2010. — 279 c. — укp.
- Кара-Васильєва Т., Чегусова З. Декоративне мистецтво України XX століття. У пошуках «великого стилю». — Київ: Либідь, 2005. — 280 с., іл. —  (ISBN 966-06-0402-5)
- Крвавич Д. П., Овсійчук В. А., Черепанова С. О. Українське мистецтво. — Ч. І–ІІІ. — Львів, 2003–2005.
- Львів мистецький (1965—1985 рр.): наука, культура, влада : монографія / Маркіян Нестайко ; НАН України, Львів. нац. наук. б-ка України ім. В. Стефаника, Ін-т українознавства ім. І. Крип'якевича. — Львів : Растр-7, 2017. — 243 с. ; 21 см. — Бібліогр.: с. 198—243 (743 назви). —  (ISBN 978-966-02-8230-8)
- Музичне мистецтво XXI століття — історія, теорія, практика: зб. наук. пр. Ін-ту муз. мистецтва Дрогоб. держ. пед. ун-ту ім. Івана Франка / упоряд.: А. І. Душний; Дрогоб. держ. пед. ун-т ім. І. Франка, Ін-т муз. мистецтва, Ун-т ім. Яна Кохановського, Ін-т муз. освіти, Ун-т Вітовта Великого, Казах. нац. консерваторія ім. Курмангази. — Дрогобич: Посвіт, 2016. — 287 c.
- Найдавніше мистецтво України = L'art des origines en Ukraine: [монографія] / Л. Яковлева ; [наук. ред Ф. Джінджан ; Ін-т археології НАН України]. — К. : Стародавній Світ, 2013. — 288 с. : іл. — Бібліогр.: с. 250–256. —  (ISBN 978-966-2608-08-3)
- Нариси музичного мистецтва Галицько-Волинського князівства / Б. Д. Кіндратюк; НАН України. Ін-т українознав. ім. І. Крип'якевича. — Л.; Івано-Франківськ, 2001. — 144 c. — (Історія укр. музики: Дослідж.; Вип. 9).
- Хай М. Музично-інструментальна культура українців (фольклорна традиція) : 2-ге вид., виправл. і допов. — К. ; Дрогобич: Коло, 2011. — 559 с. —  (ISBN 978-966-2405-79-8)
- Історія українського мистецтва: конспект курсу лекцій / В. Г. Лукань; МОНМС України, Прикарпат. нац. ун-т ім. В. Стефаника, Ін-т мистец. — Т. : Навч. кн. — Богдан, 2012. — 192 c.
- Українське мистецтво XX століття в художній критиці. Теорія. Історія. Практика: монографія / М. О. Криволапов. — 2-ге вид., переробл. і доповн. — К. : КИТ, 2010. — 475 c. — Бібліогр.: 730 назв.
- Українське мистецтво : в 2 т. з додатками / Вадим і Данило Щербаківські ; [передм. І.О. Ходак ; упоряд. О.О. Савчука] ; Інститут археології Національної академії наук України [та ін.]. - Харків : Видавець Савчук О.О., 2015. - 472 с. : іл., портр.
- Нариси з історії українського мистецтвознавства. Історія українського мистецтва в працях вчених київської школи кінця XIX — початку XX століття: Навч. посіб. / Є. Антонович, І. Удріс; Київ. ін-т реклами, Криворіз. держ. пед. ун-т. — К.; Кривий Ріг: ПП «Вид. дім», 2004. — 273 c.
- Сучасне мистецтво: наук. зб. / Акад. мистец. України, Ін-т пробл. сучас. мистец. — К. : Акта, 2004-. Вип. 8 : — К. : Фенікс. — 2012.
- Сучасне мистецтво: наук. зб. / редкол.: В. Д. Сидоренко (голова) та ін. ; Нац. акад. мистецтв України, Ін-т пробл. сучас. мистец. — К. : Акта, 2004-. Вип. 9 : — К. : Фенікс. — 2013.
- Візуальне мистецтво від авангардних зрушень до новітніх спрямувань: Розвиток візуального мистецтва України ХХ–ХХІ століть / Сидоренко В. Д. ІПСМ АМУ. — К.: ВХ[студіо], 2008. — 188 с.: іл.
- Соціалістичний реалізм і тоталітаризм / Роготченко О. О. ІПСМ АМУ. — К.: Фенікс, 2007. — 608 с.: іл. ()
- Про мистецтво та художню критику України ХХ століття: Вибрані статті різних років. Кн. І: Формування та розвиток національної мистецької школи і мистецтвознавчої науки в Україні ХХ століття / Криволапов М. О. ІПСМ АМУ. — К.: Видавничий дім А+С, 2006. — 268 с.: іл.
- Проблема людини в українському мистецтві: Навч. посіб. для студ. вищ. навч. закл. / С. О. Черепанова; Ін-т педагогіки і психології професійної освіти АПН України, Львів. наук.-практ. центр. — Л. : Світ, 2001. — 293 c. — Бібліогр.: 90 назв.
- Третє Око: Мистецькі студії (Монографічна збірка статей) / Ольга Петрова. ІПСМ НАМ України. — К.: Фенікс, 2015. — 480 с.: іл., кольор. вкл.: XL с. —  (ISBN 978-966-136-283-2)
- Всередині часу: Філософська та мистецтвознавча есеїстка / Упоряд.: Василь Щербак; Редкол.: Ольга Козловська, Іван Кулінський, Андрій Пучков та ін.; ІПСМ НАМ України. — К.: Фенікс, 2013. — 200 с.: іл. —  (ISBN 978-966-136-081-4)
- Літопис образотворчих видань. Державний бібліографічний покажчик України / Гол. ред. М. І. Сенченко ; Відп. за вип. Г. О. Гуцол ; Укл. Н. А. Палащина. — К.: Книжкова палата України, 2015. — 301 с. —  (ISSN 0136-0906)
- Кейван І. Українські мистці поза Батьківщиною = Ukrainian artists outside Ukraine. — Едмонт; Монреаль, 1996. — 227 с.

### En anglais
- Soroker Yakov. Ukrainian musical elements in classical music / Edmonton, Toronto: Canadian Institute of Ukrainian Studies Press, 1995. — 155 p.
- Natalia Moussienko. Kyiv Art Space / Woodrow Wilson International Center for Scholars. — Washington, D.C., 2013. — 26 p. —  (ISBN 978-1-938027-26-0)
- Lozhkina, Alisa. Permanent Revolution: Art in Ukraine, the 20th to the Early 21st Century. — Kyiv, ArtHuss, 2020. — 544 p.